# 1230

## Събития
- Цар Иван Асен II издава грамота на Дубровник за търговия по българските земи
- 9 март – Цар Иван Асен II разбива епирската армия край Клокотница